# Дажина, Вера Дмитриевна
Вера Дмитриевна Дажина (9 декабря 1944, Москва — 25 октября 2014, Москва) — советский и российский учёный-искусствовед. Доктор искусствоведения (1998), профессор (2003).

## Биография
Родилась в семье военного журналиста Дмитрия Павловича Дажина и историка Ирины Мартиновны Дажиной (Филимоновой). В 1969 году окончила отделение истории и теории искусства исторического факультета Московского государственного университета имени М. В. Ломоносова (1969) и очную аспирантуру там же (1972).
В период учёбы В. Д. Дажина работала экскурсоводом в Останкинском дворце-музее, научным сотрудником Дома-музея В. М. Васнецова. C 1972 по 1974 год — консультант правления Союза художников РСФСР, в 1974—1981 годах — научный редактор редакции искусства и архитектуры издательства «Советская энциклопедия». В 1980 году защитила кандидатскую диссертацию «Творчество Якопо Каруччи да Понтормо и проблемы развития раннего маньеризма во Флоренции» под руководством В. Н. Гращенкова.
С 1975 года преподавала на кафедре зарубежного искусства МГУ, курс «Искусство Возрождения» и спецкурс «Проблемы европейского маньеризма». В 1980—1985 годах читала специальные курсы по памятникам русской архитектуры и крупнейшим музеям России в Институте повышения квалификации Госкоминтуриста. C 1985 по 2003 год — профессор кафедры истории искусства художественно-графического факультета МПГУ, где проводились общие курсы: «Искусство Возрождения» и «Современное зарубежное и отечественное искусство», а также два спецкурса по вопросам современного и классического искусства. В 1998 году защитила докторскую диссертацию по теме «Художественная жизнь Флоренции в период правления герцога Козимо I Медичи». С 2003 года — профессор кафедры всеобщей истории искусства исторического факультета МГУ. Также сотрудничала с Московским государственным художественно-промышленным университетом им. Строганова, где читала годовой курс по синтезу искусств.
В 1993 году по её инициативе совместно с В. С. Турчиным и рядом московских ведущих художников была образована Школа современного искусства «Свободные мастерские», в которой в системе курсовой подготовки была апробирована принципиально новая дисциплина «Теория и практика современного искусства». В программу обучения помимо практических мастерских для художников были включены такие новые дисциплины, как арт-менеджмент, проблемы арт-рынка и специфика его развития в России, вопросы экспертизы и оценки произведений искусства, особенности работы галериста и куратора в современных условиях.
В 1999 году начала сотрудничество с Московским музеем современного искусства, где являлась главным методистом образовательного центра. В. Д. Дажина выступала как ведущий эксперт по проблемам образования в области современного искусства, работала с молодыми научными сотрудниками ММСИ. С 2010 года была постоянным куратором международной конференции «Актуальные проблемы теории и истории искусства».
 
С 1984 года состояла в Союзе художников СССР. С 1992 года — член Ассоциации искусствоведов и критиков. В. Д. Дажина также являлась членом Московского бюро Комиссии по культуре Возрождения при РАН, вице-президентом Межрегионального общества истории искусства, экспертом от России в международном культурном фонде Ромуальдо дель Бьянко (англ.) во Флоренции.
Дочь — Дарья Камышникова (род. 1969), куратор.

## Научная деятельность
Круг научных интересов связан с искусством и культурой Италии от эпохи Возрождения и барокко вплоть до настоящего времени, а также с проблемами современного искусства и новейших течений. Опубликовала более 150 научных работ, в их числе монография «Микеланджело. Рисунок в его творчестве» (1986), книги «Рафаэль и его время» (1983) и «Андреа дель Сарто» (1986), являлась членом редколлегии и автором статей в Католической энциклопедии и энциклопедии «Культура Возрождения».

## Основные работы
- Рафаэль и его время. (К 500-летию со дня рождения) — М.: Знание, 1983. — 56 с. — (Сер. «Искусство»)
- Микеланджело. Рисунок в его творчестве. — М.: Искусство, 1986. — 215 с.
- Влияние Микеланджело на становление творческой индивидуальности Понтормо // Микеланджело и его время. / Под ред. Е. И. Ротенберга, Н. М. Чегодаевой. — М.: Искусство, 1978.
- Влияние зрелищно-карнавальной традиции и театральной культуры на раннее творчество Понтормо // Советское искусствознание’79. Вып.1. М., 1980. С. 104—122.
- Микеланджело и движение итальянской реформации // Культура Возрождения и Реформация: [сб. ст.] / Акад. наук СССР, Науч. совет по истории мировой культуры, Комис. по проблемам культуры эпохи Возрождения; [редкол.: чл.-кор. АН СССР В. И. Рутенбург (отв. ред.) и др.]. — Л. : Наука, Ленингр. отд-ние, 1981. — C. 86—91.
- Римское окружение Рафаэля // Рафаэль и его время. / Отв. ред. Л. С. Чиколини. М.: Наука, 1986. — С. 224—237.
- Социальные корни итальянского маньеризма // Культура Возрождения и общество. М.: Наука, 1986. — С. 145—152.
- Понтормо и радикальные религиозные движения XVI в. // Искусство Возрождения: Сб. ст. М., 1991. — С. 42—85.
- Средневековые реминисценции в творчестве Понтормо // Культура Возрождения и Средние века. Сб. ст. РАН, Науч.совет по истории мировой культуры РАН. — М.: Наука, 1993. ISBN 5-02-012318-8
- «Страшный суд» Микеланджело. Проблемы интерпретации // Вопросы искусствознания. Вып. VIII (1.96). М., 1996. — С. 270—296.
- Радикальные религиозные движения XVI в. и маньеризм // : [сборник] / Рос. акад. наук, Науч. совет по истории мир. культуры, Комис. по культуре Возрождения; [редкол.: д-р ист. наук Л. М. Брагина (отв. ред.) и др.]. — М. : Наука, 1997. ISBN 5-02-011250-X. С. 190—199.
- Росписи Понтормо в хоре церкви Сан Лоренцо // Искусство и культура Италии эпохи Просвещения. М., 1997. — С. 106—120.
- «Навязанная память»: мифологизация власти Медичи в художественной политике герцога Козимо I Медичи // Вопросы искусствознания. XI (2/97). М., 1997. — С. 318—335.
- Портретная иконография Медичи. От республики к монархии // Культура Возрождения и власть: [сборник] / Рос. акад. наук. Науч. совет по истории мир. культуры. Комис. по культуре Возрождения; [редкол.: д-р ист. наук Л. М. Брагина (отв. ред.) и др.]. — М. : Наука, 1999. ISBN 5-02-011744-7. С. 130—144.
- Флорентинская Академия рисунка: история, теория, художественная практика. От маньеризма к академизму // Искусствознание. 1/98. М., 1998. С. 182—204.
- Свадебные торжества и театр при дворе Козимо I Медичи // Искусствознание. 1/99. М., 1999. С. 76—93.
- Театрализованные представления при дворе Великих герцогов Тосканских. Свадебные торжества 1579 и 1608 // Итальянский сборник = Quaderni italiani : Сб. науч. тр. / Рос. акад. художеств. Науч.-исслед. ин-т теории и истории изобраз. искусств; [Редкол.: Дажина В. Д. и др.]. Вып.1. — М.: НИИ теории и истории изобраз. искусств Рос. акад. художеств, 1999.
- Театр Лоренцо Бернини // Итальянский сборник. Сб. науч. тр. / Рос. акад. художеств. Науч.-исслед. ин-т теории и истории изобраз. искусств; Вып. 2. — М.: НИИ теории и истории изобразительных искусств РАХ, 2000. — С. 105—118.
- Личность художника конца Возрождения: автопортрет, автобиография, дневник // Человек в культуре Возрождения: [сб. ст.] / Рос. акад. наук. Науч. совет по истории мир. культуры. Комис. по культуре возрождения; редкол. Л. М. Брагина, В. М. Володарский, О. В. Дмитриева [и др.]. — М.: Наука, 2001. ISBN 5-02-011748-X. С. 153—160.
- Одинокий странник в заколдованном лесу. Священная роща в Бомарцо // Искусствознание. 1/02. М., 2002. С. 220—237.
- Леонардо да Винчи. Апология живописи // Искусствознание. 2.02. М., 2002. С. 223—234.
- Флоренция времени правления Великих герцогов Тосканских: искусство и политика // Древнерусское искусство. Византия. Русь. Западная Европа: искусство и культура. Редкол.: Л. И. Лифшиц (отв. ред.) и др.; [РАН. Науч. совет по истории мировой культуры; Гос. ин-т искусствознания]. [т. 23]. СПб.: Дмитрий Буланин, 2002. ISBN 5-86007-342-9. С. 402—418.
- Римское окружение Микеланджело // От Средних веков к Возрождению. СПб.: Алетейя, 2003. ISBN 5-89329-587-0
- Эротика и политика. Росписи Джулио Романо в Палаццо дель Те в Мантуе // Миф в культуре Возрождения: [сборник статей] / Рос. акад. наук, Науч. совет по истории мировой культуры, Комис. по культуре Возрождения; [редкол.: д.и.н. Л. М. Брагина (отв. ред.) и др.]. — М.: Наука, 2003. С. 144—154.
- Слово и образ в искусстве Леонардо да Винчи // Леонардо да Винчи и культура Возрождения. М., 2004.
- Театр Буонталенти. От маньеризма к барокко // Театр и театральность в культуре Возрождения: [сб. ст. / Рос. акад. наук, Науч. совет «История мировой культуры», комис. по культуре Возрождения; отв. ред. Л. М. Брагина]. — М.: Наука, 2005. ISBN 5-02-033546-0. С .108—121.
- Церковь Санта Мария ди Сан Бьяджо в Монтепульчано. Проблема сложения типологии вотивной и паломнической церкви Возрождения // Леон Батиста Альберти и культура Возрождения. / [Рос. акад. наук, Науч. совет «История мировой культуры», Комис. по культуре Возрождения; отв. ред. Л. М. Брагина]. — М. : Наука, 2008. ISBN 978-5-02-034402-0. С. 173—194
- Любовь и смерть в творчестве Микеланджело // Образы любви и красоты в культуре Возрождения. / [Рос. акад. наук, Науч. совет «История мировой культуры», Комис. по культуре Возрождения; отв. ред. Л. М. Брагина]. — М.: Наука, 2008. ISBN 978-5-02-035707-5. С. 114—123.
- «Аллегория любви» Аньоло Бронзино. Проблемы стиля и интерпретации // Итальянский сборник: Сб. ст. Вып. 5. М.: Памятники исторической мысли, 2009. ISBN 5-88451-252-X, ISBN 978-5-88451-252-8. С. 119—135.
- Храм, дворец, вилла. Очерки из истории ренессансного интерьера. М.: Издательство МХПА им. С. Г. Строганова, 2012. — 300 с.
- Эпоха возрождения // / Соловьев Н. К., Майстровская М. Т., Турчин В. С., Дажина В. Д. М.: Эксмо, 2013. ISBN 978-5-699-53727-3
- «Великая война» (1914—1918) и судьбы европейского искусства. М.: БуксМАрт, 2014. — 228 с. ISBN 978-5-906190-21-5
- Караваджо : [арх. 7 октября 2022] / Дажина В. Д. // Канцелярия конфискации — Киргизы. — М. : Большая российская энциклопедия, 2009. — С. 53. — (Большая российская энциклопедия : [в 35 т.] / гл. ред. Ю. С. Осипов ; 2004—2017, т. 13). — ISBN 978-5-85270-344-6.

## Выступления и лекции
- Благочестивое паломничество: искусство перед лицом смерти, в проекте Academia телеканала «Россия — Культура»
  - Караваджо. 1-я лекция, 2-я лекция
  - Микеланджело. 1-я лекция, 2-я лекция
- Мир Леонардо да Винчи в программе Очевидное — невероятное профессора Капицы
- Радио «Культура» передача «Действующие лица»